# چمن بید (افغانستان)
چمن بید یک منطقهٔ مسکونی در افغانستان است که در ولایت بادغیس واقع شده‌است.